# Bristol City Football Club
El Bristol City Football Club es un equipo de fútbol inglés, ubicado en Bristol. Fue fundado en 1894 y juega en la Football League Championship.

## Historia
El club nació en 1897. En el año 1900 el club se unió a su rival local, el Bedmisnter F.C., llamado anteriormente Southville y fundado en 1887.
Comenzó a jugar el campeonato británico de fútbol en 1901.
Bristol City fue el primer club no londinense del sur de Inglaterra en llegar a la antigua First Division y hasta el momento el único de la región sudoriental del país en llegar a ser subcampeón de Liga (en 1907) y de Copa (en 1909). Desafortunadamente fue descendido en 1911 y no volvió a Primera sino hasta 1976. En 1980 volvió a descender y llegó a la Cuarta División en 1982.
Actualmente se encuentra disputando la segunda división inglesa conocida como Football League Championship.

## Uniforme
- Patrocinador: Blackthorn
- Uniforme titular: Camiseta roja, pantalón blanco y medias rojas
- Uniforme alternativo: Camiseta blanca, pantalón rojo y medias blancas.

## Patrocinadores
| Periodo       | Marca         | Spinsor oficial                                |
| ------------- | ------------- | ---------------------------------------------- |
| 1976–1981     | Umbro         | Ninguno                                        |
| 1981–1982     | Coffer Sports | Park Furnishers                                |
| Feb 1982      | Coffer Sports | Hire-Rite                                      |
| 1982–1983     | Lynx          | Hire-Rite                                      |
| Aug–Dec 1983  | Umbro         | Hire-Rite                                      |
| Dec 1983–1990 | Bukta         | Hire-Rite                                      |
| 1990–1992     | Bukta         | Thorn Security                                 |
| 1992–1993     | Nibor         | Thorn Security                                 |
| 1993–1994     | Nibor         | Dry Blackthorn Cider                           |
| 1994–1996     | Nibor         | Auto Windscreens                               |
| 1996–1998     | Lotto         | Sanderson                                      |
| 1998–1999     | Uhlsport      | Sanderson                                      |
| 1999–2000     | Uhlsport      | DAS                                            |
| 2000–2002     | Admiral       | DAS                                            |
| 2002–2005     | TFG Sports    | DAS                                            |
| 2005–2006     | TFG Sports    | Bristol Trade Centre                           |
| 2006–2008     | Puma          | Bristol Trade Centre                           |
| 2008–2010     | Puma          | DAS                                            |
| 2010–2011     | Adidas        | DAS                                            |
| 2011–2012     | Adidas        | RSG (Home) Bristol City Community Trust (Away) |
| 2012–2014     | Adidas        | Blackthorn                                     |
| 2014–2016     | Bristol Sport | RSG                                            |
| 2016–2018     | Bristol Sport | Lancer Scott                                   |
| 2018–presente | Bristol Sport | Dunder                                         |

## Estadio
Juega sus partidos en el Ashton Gate Stadium que cuenta con una capacidad de 21.500 espectadores.

## Entrenadores
| Nombre                         | Periodo       |
| ------------------------------ | ------------- |
| Sam Hollis                     | 1897–1899     |
| Robert Campbell                | 1899–1901     |
| Sam Hollis                     | 1901–1905     |
| Harry Thickett                 | 1905–1910     |
| Frank Bacon                    | 1910–1911     |
| Sam Hollis                     | 1911–1913     |
| George Hedley                  | 1913–1917     |
| Jock Hamilton                  | 1917–1919     |
| Joe Palmer                     | 1919–1921     |
| Alex Raisbeck                  | 1921–1929     |
| Joe Bradshaw                   | 1929–1932     |
| Bob Hewison                    | 1932–1949     |
| Bob Wright                     | 1949–1950     |
| Pat Beasley                    | 1950–1958     |
| Peter Doherty                  | 1958–1960     |
| Fred Ford                      | 1960–1967     |
| Alan Dicks                     | 1967–1980     |
| Bobby Houghton                 | 1980–1982     |
| Roy Hodgson                    | 1982          |
| Terry Cooper                   | 1982–1988     |
| Joe Jordan                     | 1988–1990     |
| Jimmy Lumsden                  | 1990–1992     |
| Denis Smith                    | 1992–1993     |
| Russell Osman                  | 1993–1994     |
| Joe Jordan                     | 1994–1997     |
| John Ward                      | 1997–1998     |
| Benny Lennartsson              | 1998–1999     |
| Tony Pulis                     | 1999          |
| Tony Fawthrop & David Burnside | 2000          |
| Danny Wilson                   | 2000–2004     |
| Brian Tinnion                  | 2004–2005     |
| Gary Johnson                   | 2005–2010     |
| Steve Coppell                  | 2010          |
| Keith Millen                   | 2010–2011     |
| Derek McInnes                  | 2011–2013     |
| Sean O'Driscoll                | 2013          |
| Steve Cotterill                | 2013–2016     |
| Lee Johnson                    | 2016–2020     |
| Dean Holden                    | 2020–Presente |

## Récords
- Mayor victoria en torneos de liga – 9–0 v. Aldershot F.C. (28 de diciembre de 1946)
- Mayor victoria en la FA Cup  – 11–0 v. Chichester City (5 de noviembre de 1960)
- Peor derrota en torneos de liga – 0–9 v. Coventry City F.C. (28 de abril de 1934)
- Peor derrota en la FA Cup  – 0-6 v. Preston North End (enero 1897)
- Mayor asistencia – 43,335 v. Preston North End (16 de febrero de 1935)
- mayor asistencia (en cualquier sede) – 86,703 v. Hull City Championship Play-off Final – Wembley Stadium – (24 de mayo de 2008)
- Más partidos de liga – 597, John Atyeo (1951–66)
- Máximo goleador en torneos de liga – 314, John Atyeo (1951–66)
- Máximo goleador histórico – 351, John Atyeo (1951–66)[6]
- Máximo goleador en una temporada – 36, Don Clark (1946–47)
- Mayor compra – £2.25 millones al Crewe Alexandra por Nicky Maynard (julio de 2008)
- Mayor venta – £3.5 millones del Wolverhampton Wanderers por Ade Akinbiyi (julio de 1999)
- Mayor racha de victorias – 14; 9 de septiembre de 1905 – 2 de diciembre de 1905 – Récord histórico a nivel nacional.

## Palmarés

### Torneos nacionales
| Competición nacional         | Títulos                                                    | Subcampeonatos                     |
| ---------------------------- | ---------------------------------------------------------- | ---------------------------------- |
| Primera División (0/1)       |                                                            | 1906-07                            |
| Segunda División (1/1)       | 1905-06                                                    | 1975-76                            |
| Tercera División (4/4)       | 1975-76 (South), 1926-27 (South), 1954-55 (South), 2014-15 | 1964-65, 1989-90, 1997-98, 2006-07 |
| FA Cup (0/1)                 |                                                            | 1908-09                            |
| Football League Trophy (3/2) | 1985-86, 2002-03, 2014-15                                  | 1986-87, 1999-00                   |
| Copa de Gales (1/0)          | 1933-34                                                    |                                    |
| Copa Anglo-Escocesa (1/0)    | 1977-78                                                    |                                    |